# GLOBAL COMMUNICATION
「GLOBAL COMMUNICATION」（グローバル・コミュニケーション）は、GLAYの22枚目のシングル。本作で9作連続オリコン1位獲得を果たした。

## 概要
- 前作「Missing You」から半年ぶりとなる新曲である。
- 本作で通算12作目のオリコン1位となり、「BE WITH YOU」から9作連続オリコン1位となった。また初週売上は36万枚で、「HOWEVER」から11作連続で初週売上30万枚以上を記録した。
- タイトル曲の「GLOBAL COMMUNICATION」は同年開催のGLAY EXPO 2001 “GLOBAL COMMUNICATION”（北海道・東京・福岡の3カ所4公演で計28万人を動員した大型野外ライブ）の中心の曲となり、以後のライブでも定番の曲として扱われている。
- 初回購入特典はGLAY EXPO 2001 “GLOBAL COMMUNICATION”スタッフパスが封入外特典で付けられた。

## 収録曲
全作詞・作曲：TAKURO　編曲：GLAY、佐久間正英
1. GLOBAL COMMUNICATION
ロックチューン。ライブのことを意識した歌詞になっており、サビの出だしの「ONE LOVE」は次のオリジナルアルバムのタイトルにも決定した。
2. GOOD MORNING N.Y.C
TERU扮する“TELVIS（テルビス）”のテーマソング。GLAY EXPO 2001 “GLOBAL COMMUNICATION”では東京会場のみ行われたテルビスのコーナー内で演奏。
3. GLOBAL COMMUNICATION （Let's! 耳コピ Version）
いわゆるカラオケバージョンである。

## タイアップ
- KDDI「M-UP GLAY PHONE」CMソング。（#1）

## 収録アルバム
GLOBAL COMMUNICATION
- ONE LOVE
- THE GREAT VACATION VOL.1 〜SUPER BEST OF GLAY〜
- ONE LOVE Anthology (リミックスバージョン)

GOOD MORNING N.Y.C
- rare collectives vol.2